# 4-chloorbenzaldehyde
4-chloorbenzaldehyde is een organische verbinding met als brutoformule C7H5ClO. De stof komt voor als een kleurloos tot lichtgeel kristallijn poeder, dat slecht oplosbaar is in water.

## Toxicologie en veiligheid
4-chloorbenzaldehyde ontleedt bij verhitting, met vorming van giftige en corrosieve dampen (onder andere zoutzuur).
De stof is sterk irriterend voor de ogen, de huid en de luchtwegen.